# (670857) 2014 BD70
(670857) 2014 BD70 est un cubewano d'un diamètre probable d'environ 380 km, ce qui pourrait le qualifier comme candidat au statut de planète naine.